# Серральбо
Серральбо (ісп. Cerralbo) — муніципалітет в Іспанії, у складі автономної спільноти Кастилія-і-Леон, у провінції Саламанка. Населення — 228 осіб (2010).
Муніципалітет розташований на відстані близько 250 км на захід від Мадрида, 75 км на захід від Саламанки.

## Демографія
Динаміка населення (INE ):

## Зовнішні посилання
- Вебсторінка муніципалітету Серральбо
- Провінційна рада Саламанки: індекс муніципалітетів
- Посилання на Google Maps